# Santana do Jacaré
Santana do Jacaré là một đô thị thuộc bang Minas Gerais, Brasil. Đô thị này có diện tích 107,445 km², dân số năm 2007 là 4532 người, mật độ 45 người/km².